# Amdoun
Amdoun (arabe : عمدون), également appelée Zahret Medien, est une ville du nord de la Tunisie située à une quinzaine de kilomètres à l'ouest de Béja.
Rattachée administrativement au gouvernorat de Béja, elle constitue une municipalité comptant 5 204 habitants en 2014 ; elle est le chef-lieu d'une délégation comptant 21 187 habitants en 2014.
La ville se trouve dans la région de la Kroumirie.